# Larnacké slané jezero
Larnacké slané jezero (řecky Αλυκή Λάρνακας) je síť čtyř slaných jezer, která se nachází na západním okraji Larnaky na Kypru. Největší je jezero Aliki, druhé největší Orphani, třetí Soros a nejmenší Spiro. Jedná se o druhé největší sjezero na Kypru po slaném jezeru u Lemesu. Rozloha jezera činí 2,2 km².

## Okolí

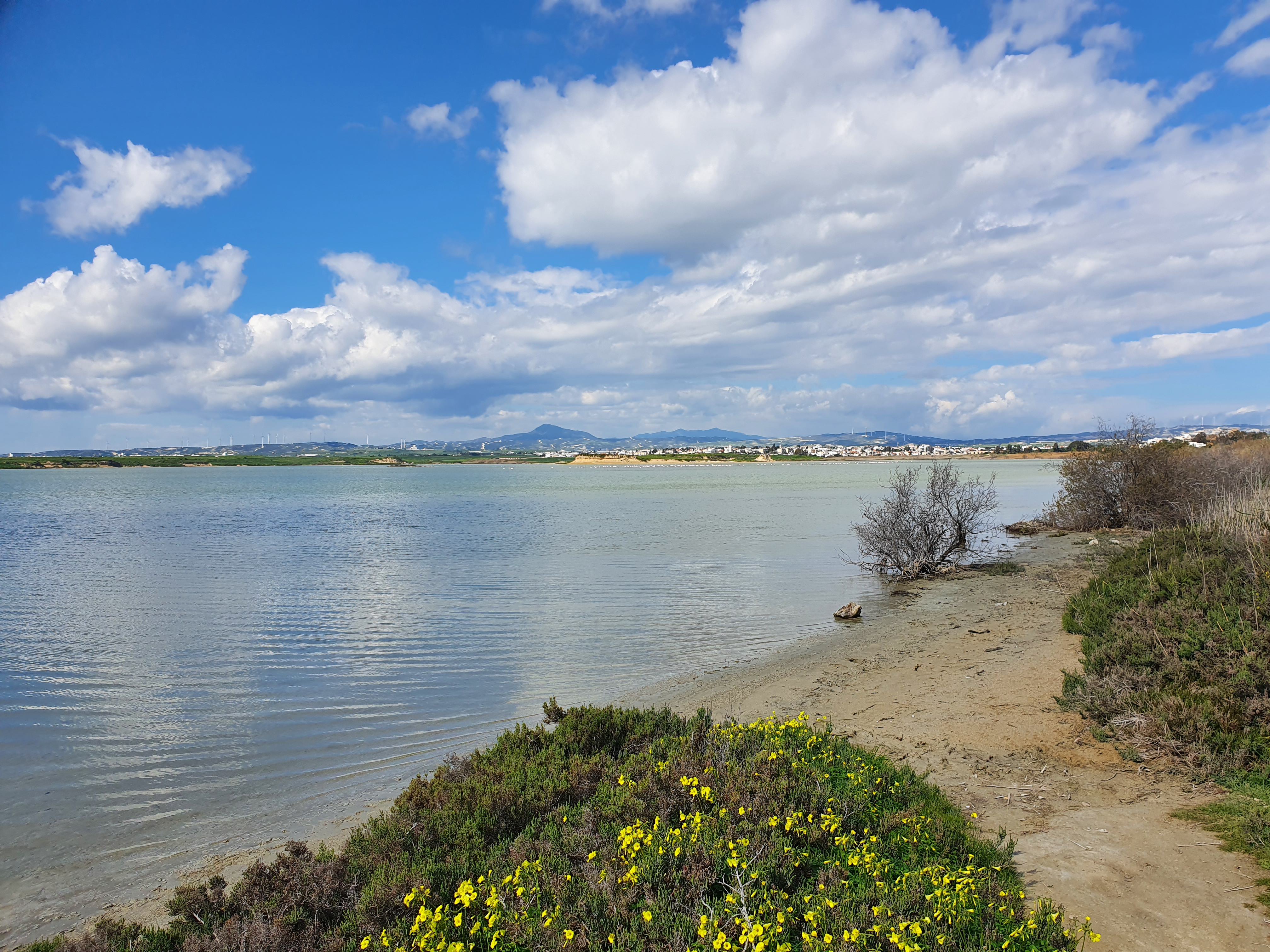
Jezero v březnu.

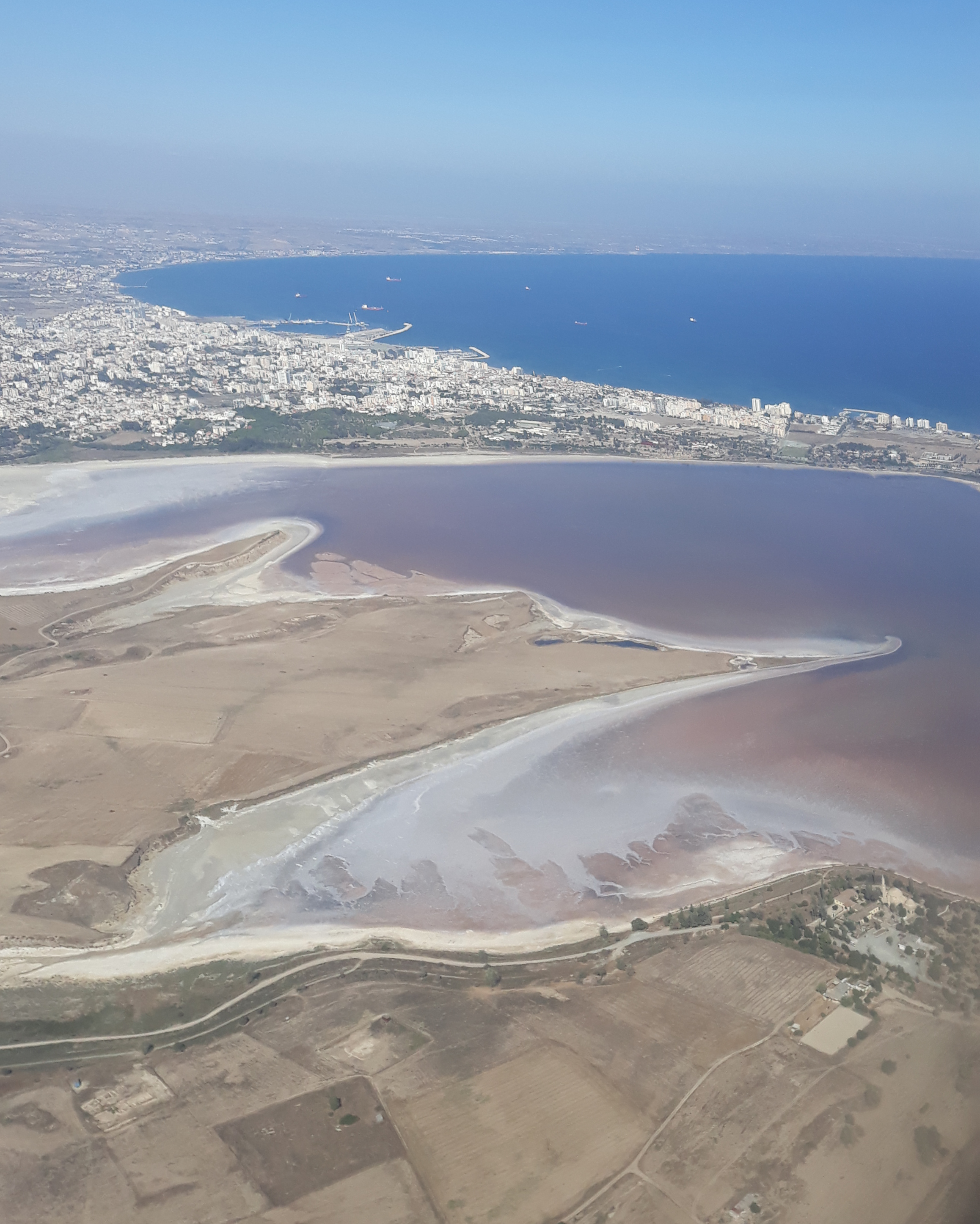
Letecký pohled na jezero a moře.

Historické centrum Larnaky se nachází na severovýchod od jezera. Na východ od jezera se nachází Středozemní moře, v nejbližším místě jsou břehy jezera a moře vzdáleny pouhých 700 metrů. Na jihovýchodním břehu se nachází Mezinárodní letiště Larnaka. Na západním břehu jezera se nachází mešita Hala Sultan Tekke. Na východním břehu jezera se nachází turistická pozorovatelna.

## Hydrologie
Během zimních měsíců se jezero plní vodou, zatímco v létě se voda odpařuje a zanechává za sebou solnou krustu. Podle legendy jezero vysychá, jelikož si to přál souputník Ježíše Krista svatý Lazar z Betánie, který se po popravě Ježíše uchýlil do Kitia (dnešní Larnaka). V minulosti se zde těšila sůl a byla exportována i mimo Kypr. Těžba byla ukončena roku 1986.

## Biologie
Jezero je domovem 85 ptačích druhů. Ročně zde zimuje 2 000–12 000 jedinců plameňáků růžových (Phoenicopterus roseus), kteří se zde živí korýši z rodu Artemia. Podle nových poznatků se zda plameňák růžový i rozmnožuje. Dalšími významnými ptačími obyvateli jsou jeřáb popelavý, racek chechtavý, pisila čáponohá, dytík úhorní či čejka trnitá.

## Ochrana přírody
Jezero je subjektem ochrany přírody podle Ramsarské úmluvy a jedná se o jedno z míst uvedených na seznamu Natura 2000.

## Galerie
- Hejno plameňáků růžových.
- Jezero v létě.
- Jezero a mešita Hala Sultan Tekke
- Vyschlé jezero v létě.